# Zschoppach

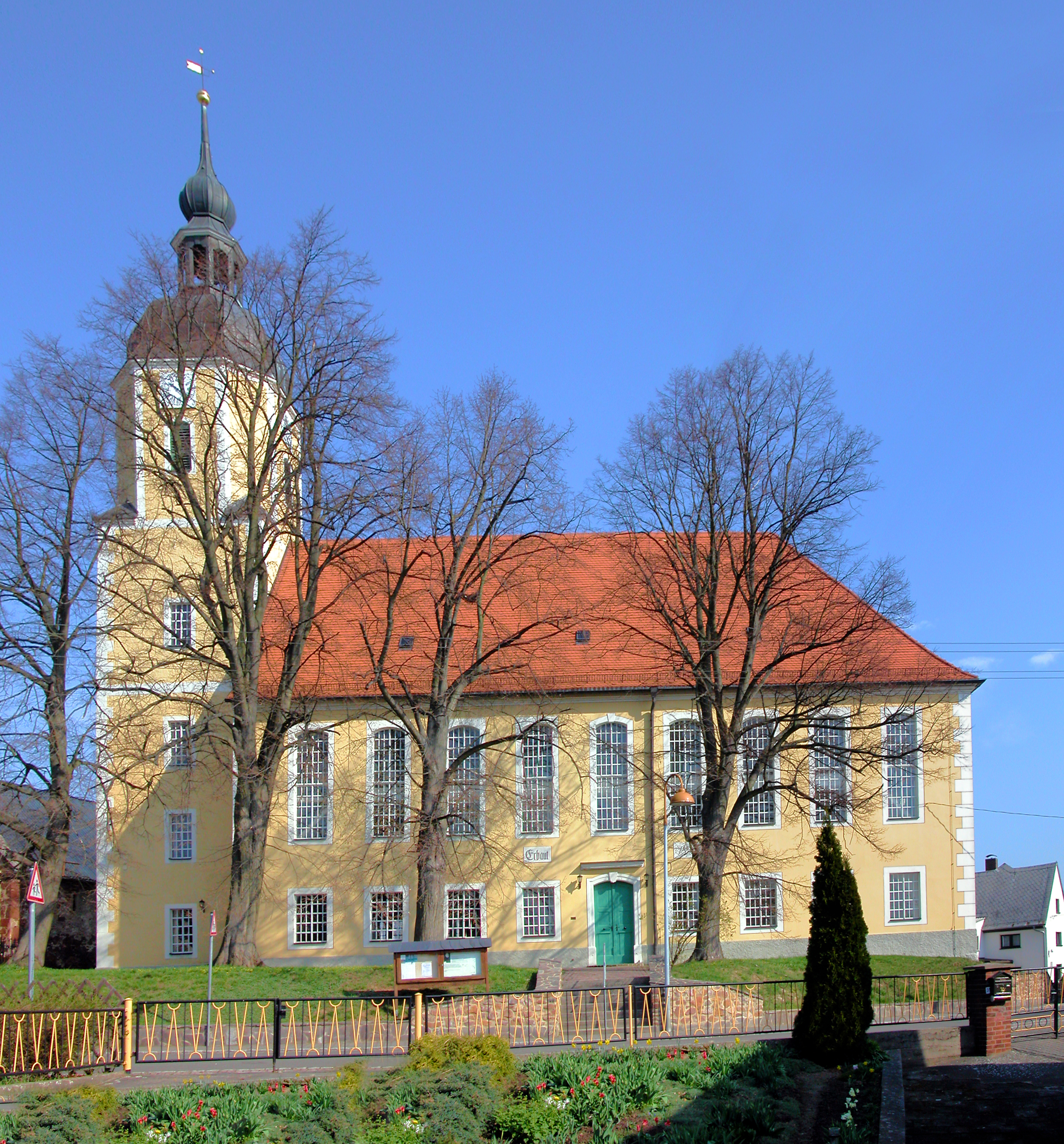
Kirche Zschoppach

Zschoppach ist ein Dorf im Landkreis Leipzig in Sachsen. Politisch gehört der Ort zu Grimma.

## Geschichte
Bereits um das Jahr 1266 wurde der Ort unter dem Namen Scobpuch erwähnt. Weitere Namen waren Zschoppoch, Schoppoch (1353) sowie Czschoppach (1420/1421), Zschoppach (1495) und Tschoppach (1529). Seit 1791 hat der Ort seinen heutigen Namen. Um 1260 wird der Pfarrer Theodericus plebanus de Scobpuch genannt als Zeuge für den Bischof von Meißen bei der Umpfarrung von Commichau nach Collmen. 1499 schenkte Pfarrer Sebastian Schumann von Zschoppach dem Kloster Buch und der Kirche St. Matthäi Leisnig 700 rheinische Gulden für die Errichtung eines neuen Altars. Zschoppach besaß also bereits vor 1830 eine Kirche, die jedoch abgerissen wurde. Der erste Gottesdienst in der heutigen Kirche wurde 1830 gefeiert. Diese hat zwei Emporen und eine Orgel mit 22 Registern. Im Jahr 1993 wurde die ursprünglich mechanische Uhr durch eine Funkuhr ersetzt.

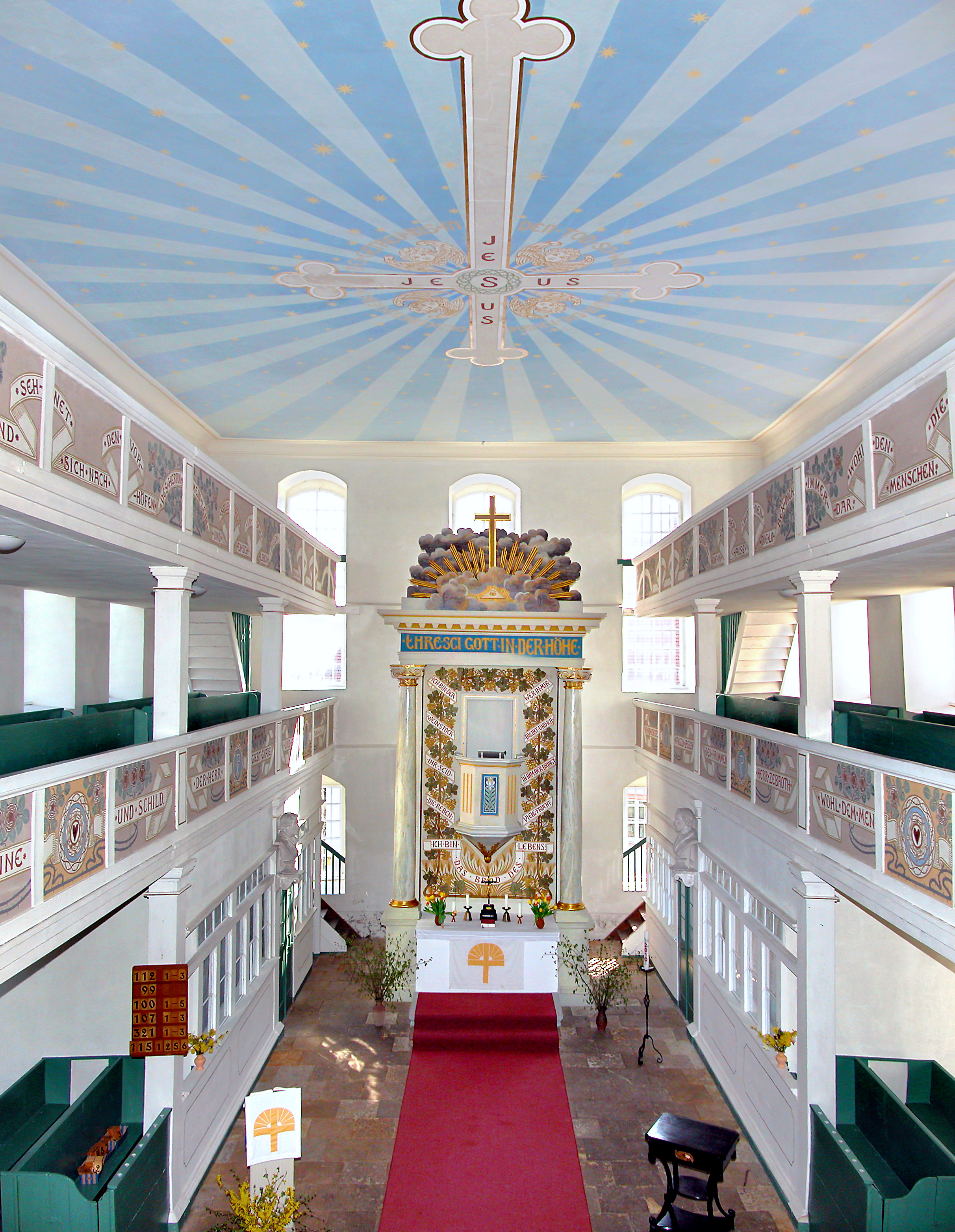
Kirche Zschoppach

Am 1. April 1937 wurden Ostrau und Poischwitz eingemeindet, zum 1. Juli 1950 folgten Draschwitz und Nauberg. Am 1. März 1994 schlossen sich die damals selbstständigen Gemeinden Böhlen, Dürrweitzschen, Leipnitz, Ragewitz und Zschoppach zur Gemeinde Thümmlitzwalde zusammen. Diese wiederum wurde am 1. Januar 2011 in die Stadt Grimma eingemeindet, womit Zschoppach seither ein Gemeindeteil von dieser ist.

## Einwohnerentwicklung
| Jahr    | Einwohnerzahl                                |
| ------- | -------------------------------------------- |
| 1548/51 | 16 besessene Mann, 21 Inwohner, 25 3⁄4 Hufen |
| 1764    | 16 besessene Mann, 5 Häusler, 25 1⁄2 Hufen   |
| 1834    | 231                                          |
| 1871    | 314                                          |

| Jahr   | Einwohnerzahl |
| ------ | ------------- |
| 1890   | 250           |
| 1910   | 300           |
| 1925   | 287           |
| 1939 1 | 385           |

| Jahr   | Einwohnerzahl |
| ------ | ------------- |
| 1946 1 | 554           |
| 1950 2 | 1112          |
| 1964 2 | 787           |
| 1990 2 | 595           |

## Sehenswürdigkeiten
- die klassizistische Saalkirche wurde zwischen 1829 und 1830 errichtet
- um 1920 wurde das Kriegerdenkmal für die Gefallenen des Ersten Weltkrieges errichtet